# Moré nebuchim
Moré nebuchim, hebreiska för "Vägledning för den villrådige", är ett medeltida filosofiskt huvudverk författad av rabbinen Moses Maimonides, även känd under akronymen RamBam.